# First Mesa
First Mesa es un lugar designado por el censo ubicado en el condado de Navajo en el estado estadounidense de Arizona. En el Censo de 2010 tenía una población de 1555 habitantes y una densidad poblacional de 38,13 personas por km².

## Geografía
First Mesa se encuentra ubicado en las coordenadas 35°49′54″N 110°22′8″O / 35.83167, -110.36889. Según la Oficina del Censo de los Estados Unidos, First Mesa tiene una superficie total de 40.78 km², de la cual 40.76 km² corresponden a tierra firme y (0.05%) 0.02 km² es agua.

## Demografía
Según el censo de 2010, había 1.555 personas residiendo en First Mesa. La densidad de población era de 38,13 hab./km². De los 1.555 habitantes, First Mesa estaba compuesto por el 1.41% blancos, el 0% eran afroamericanos, el 97.75% eran amerindios, el 0.32% eran asiáticos, el 0% eran isleños del Pacífico, el 0.06% eran de otras razas y el 0.45% pertenecían a dos o más razas. Del total de la población el 0.96% eran hispanos o latinos de cualquier raza.